# Prionosthenus galericulatus
Prionosthenus galericulatus är en insektsart som först beskrevs av Carl Stål 1876.  Prionosthenus galericulatus ingår i släktet Prionosthenus och familjen Pamphagidae. Inga underarter finns listade i Catalogue of Life.